# کتیبه شاپور یکم در حاجی‌آباد

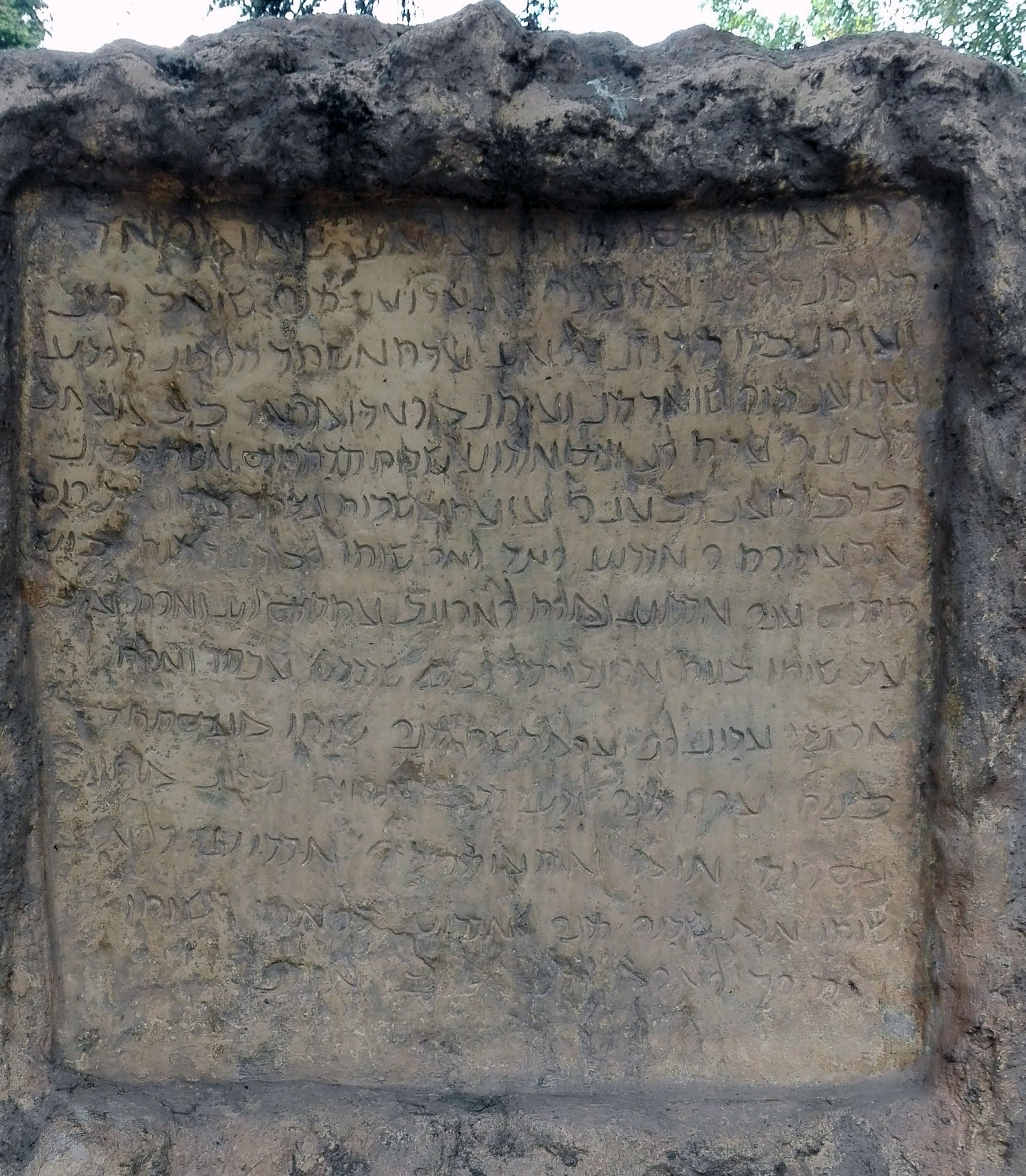
کپی کتیبه در باغ کتیبه‌ها تهران

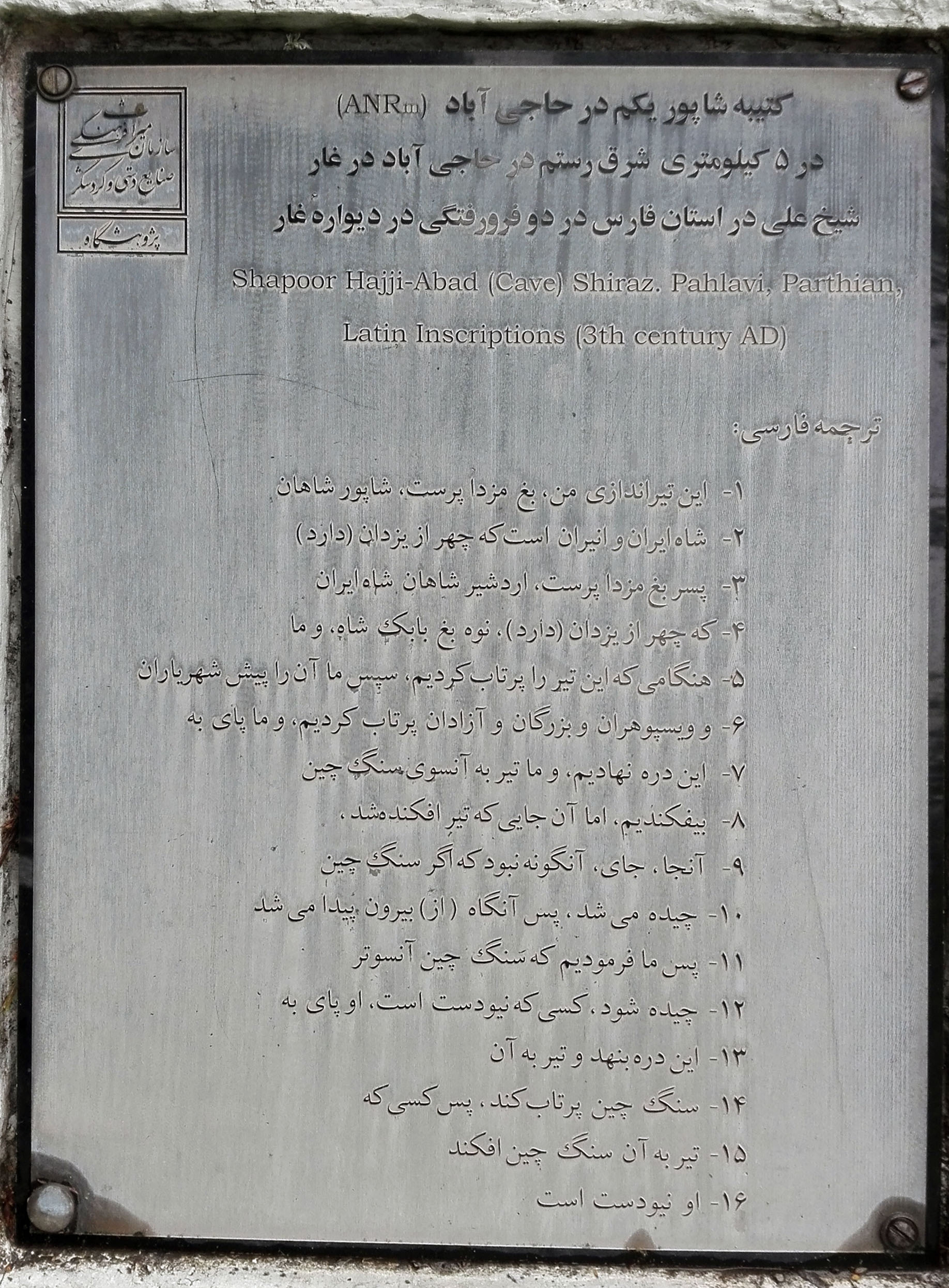
ترجمه کتیبه

کتیبه شاپور یکم در حاجی آباد در درهٔ رودخانه پلوار در نزدیک آبادی حاجی‌آباد در جایی به نام غار شیخ علی یا زندان جمشید کتیبه‌ای بر صخرهٔ کوه به دو زبان پارسیگ و زبان پهلویگ نگاشته شده‌است. این ناحیه در چند کیلومتری نقش رستم قرار دارد و جزو ناحیهٔ استخر قدیم بوده‌است. تحریر فارسی میانه دارای ۱۶ سطر و پارتی دارای ۱۴ سطر است. در ابتدا شاپور یکم نام و عنوان خود و پدر و جدش را ذکر می‌کند و سپس مضمون کتیبه می‌آید که دربارهٔ تیراندازی وی است. کتیبه با جمله‌ای دعایی پایان می‌گیرد.
پس از انتشار این کتیبه ظاهراً چندین بار متن آن بر روی لوح نقره یا سنگ کپی شده است و یکی از آنها در موزه بریتانیا ست که دارای ۲۱ سطر است. سطرهای ۱ تا ۱۴ رونوشتی از تحریر پارتی و سطرهای ۱۵ تا ۲۱ احتمالاً به قلمی دیگر، تحریری است از ابتدای همین کتیبه.